# Crazy Little Thing Called Love
Singles de Queen
Jealousy
(1979) Save Me
(1980)
Pistes de The Game
Need Your Loving Tonight Rock It (Prime Jive)
Crazy Little Thing Called Love (en français : Petite chose folle appelée amour, ou Une petite chose folle appelée l'amour) est une chanson du groupe anglais Queen, écrite par Freddie Mercury et sortie en single en 1979. Premier extrait de l'album The Game, elle a atteint la première place du Billboard Hot 100 américain et la seconde du UK Singles Chart britannique.

## Autour de la chanson
La chanson, écrite dans un style très rockabilly et chantée à la manière d'Elvis Presley, a été inspirée à Freddie Mercury alors qu'il prenait son bain dans un hôtel de Munich, ville où Queen était en train d'enregistrer aux Musicland Studios. Une fois arrivé au studio, où se trouvaient déjà John Deacon et Roger Taylor, ils enregistrèrent la chanson en quelques heures.
Brian May faillit manquer l'occasion de participer à l'enregistrement, et ainsi à la chanson elle-même : une fois arrivé aux studios, celle-ci était en effet presque achevée, mais heureusement pour lui, il lui restait encore suffisamment de temps pour y jouer un solo de guitare et participer aux chœurs.
La chanson est une des rares dans laquelle on peut clairement entendre le nom d'un des membres de Queen dans les paroles, quand les chœurs entonnent « Ready Freddie ».

## Clip
Le clip de la chanson, réalisé par Dennis De Vallance, est le premier à montrer des danseurs en compagnie de Queen. Plus qu'une simple interprétation de la chanson, la vidéo rend hommage aux débuts du rock 'n' roll : on y voit le groupe vêtu de cuir, Freddie Mercury habillé en motard et les cheveux gominés, entouré de deux hommes et de deux filles en porte-jarretelles, tout comme dans le film Grease. Dans ce clip, il ne joue pas de guitare, malgré le fait qu'il en joue dans la chanson.
Durant le clip, on peut voir des trous dans le plancher de la scène desquels apparaissent des paires de mains reprenant le clap de la chanson. Comme il n'y avait aucun figurant de disponible, c'est tout simplement l'équipe technique qui s'est retrouvée sous le plancher.
Brian May ne joue pas de sa traditionnelle Red Special, ni dans la chanson, ni dans la vidéo : il s'agit d'une Fender Telecaster noire, qu'il utilisera par la suite quand Queen jouera la chanson lors des tournées ultérieures.

## En concert
En novembre 1979, débute le Crazy Tour, tournée qui voit Queen se produire plusieurs fois au Royaume-Uni. Crazy Little Thing Called Love y devient une chanson centrale, ainsi que des tournées suivantes. Les spectateurs qui voient alors arriver Freddie Mercury une guitare acoustique à la main afin d'interpréter la chanson pensent souvent qu'il plaisante, n'étant pas particulièrement connu pour jouer de la guitare. Il savait cependant en jouer, bien qu'il introduisait souvent la chanson en déclarant ne connaître que trois accords. Quant à Brian May, il devait changer trois fois de guitare pour pouvoir  interpréter la chanson : une acoustique pour accompagner Freddie Mercury après la première strophe de la chanson, une Telecaster pour le solo, puis enfin sa Red Special pour finir la chanson.
De nombreux spectateurs et critiques musicaux ont noté que Mercury commençait souvent le morceau trop vite[réf. nécessaire].
La chanson figure sur l'album Live Around the World (2020) de Queen + Adam Lambert.

## Classements
| Pays             | Classements (1979) |
| ---------------- | ------------------ |
| Australie        | 1                  |
| Canada           | 1                  |
| Mexique          | 1                  |
| Pays-Bas         | 1                  |
| Nouvelle-Zélande | 2                  |
| États-Unis       | 1                  |
| Irlande          | 2                  |
| Royaume-Uni      | 2                  |
| Suisse           | 5                  |
| Norvège          | 8                  |
| Autriche         | 9                  |
| Allemagne        | 13                 |
| France           | 14                 |
| Japon            | 64                 |

## Certifications
| Pays              | Ventes      | Certifications |
| ----------------- | ----------- | -------------- |
| États-Unis (RIAA) | 1 000 000 + | Platine        |
| Pays-Bas (NVPI)   | 100 000 +   | Or             |
| Royaume-Uni (BPI) | 500 000 +   | Or             |

## Crédits
- Freddie Mercury : chant principal, chœurs, guitare acoustique et claps
- Brian May : guitare électrique, chœurs et claps
- Roger Taylor : batterie, chœurs et claps
- John Deacon : guitare basse et claps

## Reprises et postérité
Le chanteur de country Dwight Yoakam en fait une reprise sur son album Last Chance for a Thousand Years: Dwight Yoakam's Greatest Hits from the 90's sorti en 1999.
Jimmy Ellis, aussi connu sous le nom de Orion, a effectué une reprise en 1980 dans l'album Rockabilly.
Mickael Bublé, sur son album éponyme, la reprend en version jazzy en 2003.
Le groupe Maroon 5 en fait une reprise acoustique disponible en bonus track à la fin de l'album Hands All Over sorti en 2010.
En 2014, les lecteurs du magazine Rolling Stone classent la chanson à la 6e place de leurs chansons préférées de Queen.